# Simha Flapan
Simha Flapan (27. ledna 1911 Tomaszów Mazowiecki – 13. dubna 1987 Izrael) byl izraelský historik a politik. Jeho pravděpodobně nejznámější kniha je The Birth of Israel: Myths And Realities (Zrození Izraele. Mýty a skutečnosti), publikovaná v roce jeho smrti. Je zpětně řazen ke skupině Nových historiků, kteří zpochybnili tradiční výklad izraelských dějin.

## Životopis
Narodil se 27. ledna 1911 v Tomaszów Mazowiecki, v Kongresovém Polsku. V Izraeli byl národním tajemníkem levicové sionistické strany Mapam a ředitelem stranického oddělení pro arabské záležitosti od roku 1959 do poloviny 70. let 20. století, kromě toho byl redaktorem časopisu New Outlook - nestranického měsíčníku, který propagoval arabsko-židovské sbližování.
Zemřel 13. dubna 1987 v Izraeli.

## Pohled na Sionismus
V předmluvě Zionism and the Palestinians (1979) Flapan píše: 
 Abych rozptýlil nedorozumění, chci objasnit, že moje víra v morální ospravedlnění a historickou nezbytnost Sionismu zůstává nedotčena mým kritickým přehodnocením sionistického vedení. Dějiny sionismu ukazují, do jaké míry byla touha vytvořit novou společnost, ztělesňující univerzální hodnoty demokracie a sociální spravedlnosti, neodmyslitelnou součástí sionistického hnutí a odpovědná za jeho pokrok v nepříznivých podmínkách. Problém Izraele dnes spočívá v rozpadu těchto hodnot, zejména kvůli intoxikaci vojenským úspěchem a víře, že vojenská nadřazenost je náhradou míru. Pokud nebudou obnoveny liberální a progresivní hodnoty Sionismu a palestinská práva na sebeurčení v rámci mírového soužití nebudou uznána, izraelské hledání míru je odsouzeno k neúspěchu. Pevně věřím, že tyto trendy se nakonec stanou rozhodující silou v Izraeli.

## Publikovaná díla
- Zionism and the Palestinians. Michiganská univerzita: Croom Helm, 1979. 361 s. Dostupné online. ISBN 9780064921046. (anglicky)
- The birth of Israel : myths and realities. New York: Pantheon Books, srpen 1987. ISBN 0-394-55888-X. (anglicky)

## Archiv
Flapanův osobní a profesionální archiv je umístěn v Yad Yaari, ve Výzkumném a dokumentačním centru Hashomer Hatzair v Givat Haviva.